# Felsgrab von Wied tax-Xlendi

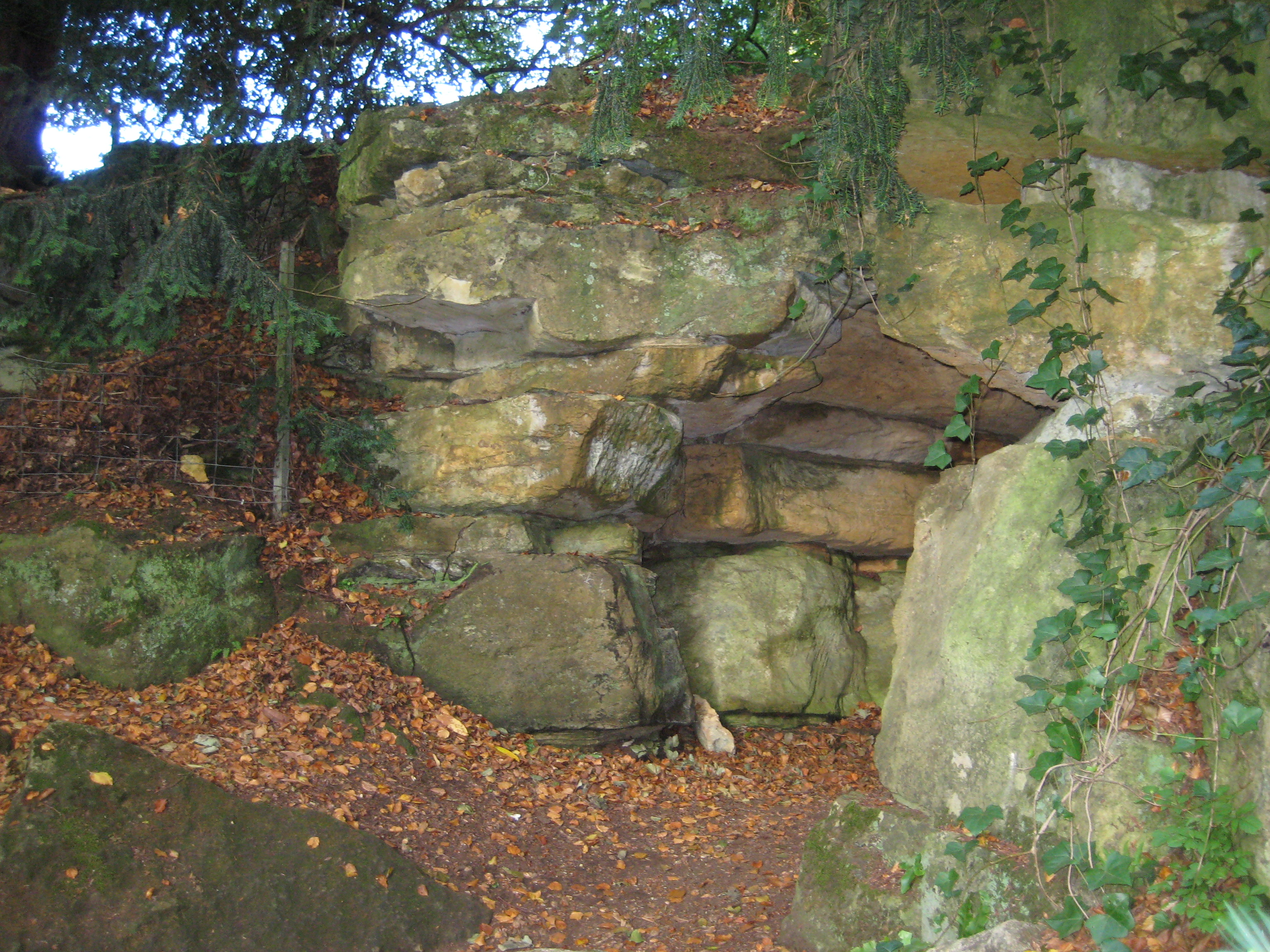
Eingang zu Hermit’s cave

 Das Felsgrab von Wied tax-Xlendi (auch Hermit’s Cave genannt) liegt zwischen dem Wied tax-Xlendi und dem Wied tal-Ghancija, (zwei Trockentäler – maltesisch Wied von arabisch Wadi) westlich von Il-Munxar, auf der zu Malta gehörenden Insel Gozo.
Das Felsengrab liegt etwa zwei Meter unter dem Rand des Schildkrötenfelsens, eines Sporns, der die beiden Wieds teilt. Der runde Zugang führt zu einem etwa einen Meter langen, leicht gebogenen Gang, der in eine Kammer mit einem Durchmesser von etwa 1,5 Metern führt. Nischen wurden in die linke Seite des Ganges und die linke Seite der Kammer gehauen.